# Bodiná
Bodiná (in ungherese Bogyós) è un comune della Slovacchia facente parte del distretto di Považská Bystrica, nella regione di Trenčín.